# Bartholomäus Scultetus

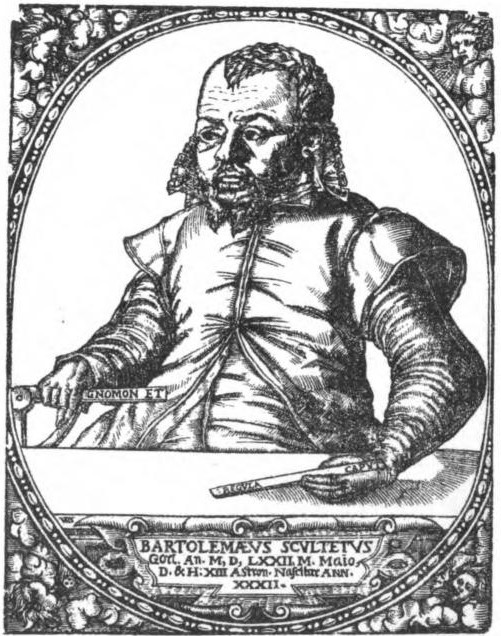
Kopie (1907) eines Holzschnitts (1572) von Georg Scharfenberg (im Besitz der Oberlausitzischen Gesellschaft der Wissenschaften)

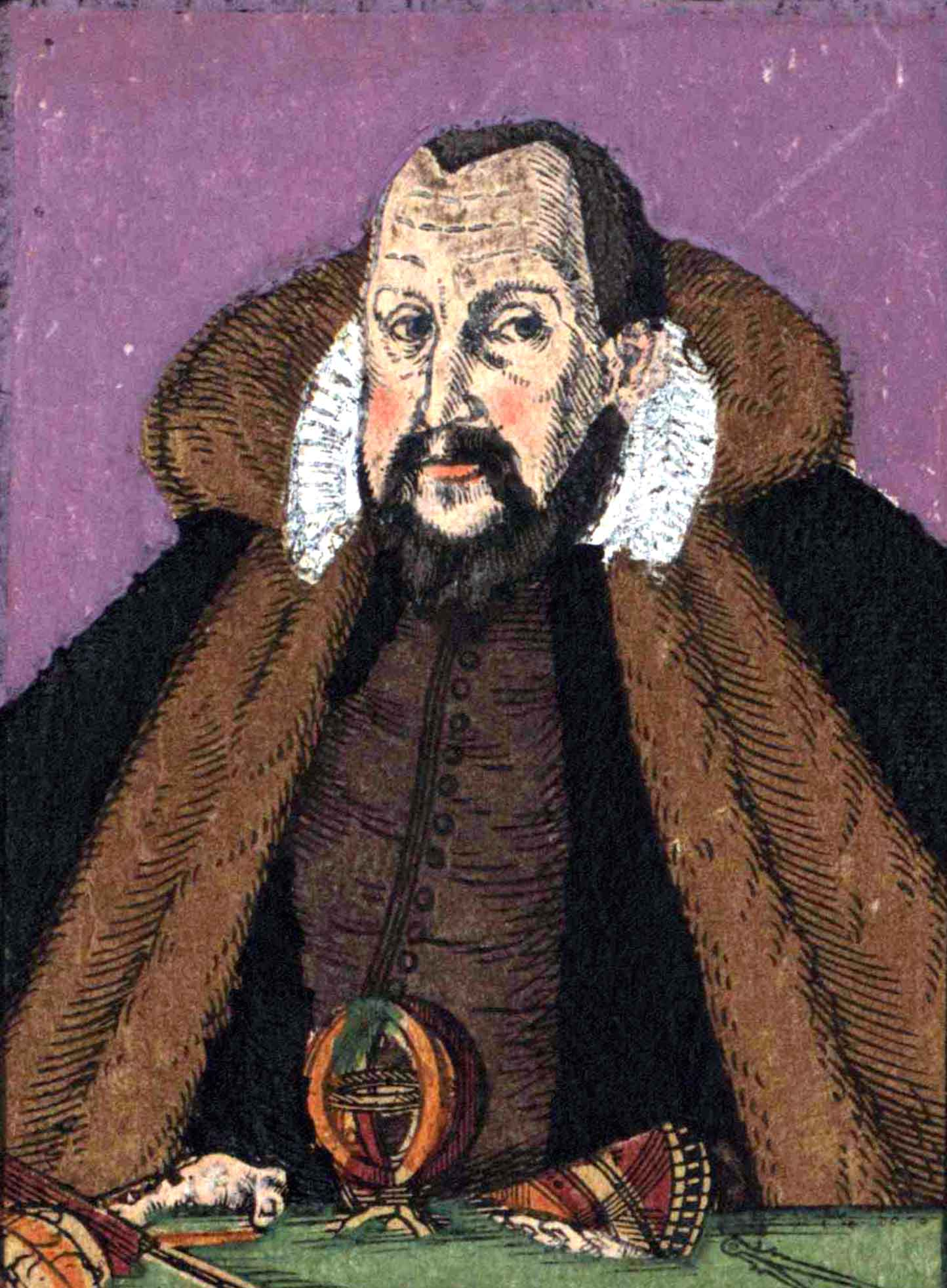
Kolorierter Holzschnitt (etwa 1602)

Bartholomäus Scultetus (latinisiert aus Schultheiß bzw. Schultze(s); weitere deutsche Namensformen: Barthel Schulze oder Schulte(s); * 14. Mai 1540 in Görlitz; † 21. Juni 1614 ebenda) war Stadtrichter und Bürgermeister von Görlitz. Er war auch als Mathematiker, Astronom, Chronist und Historiograph in hervorragender Weise tätig.

## Herkunft und Ausbildung

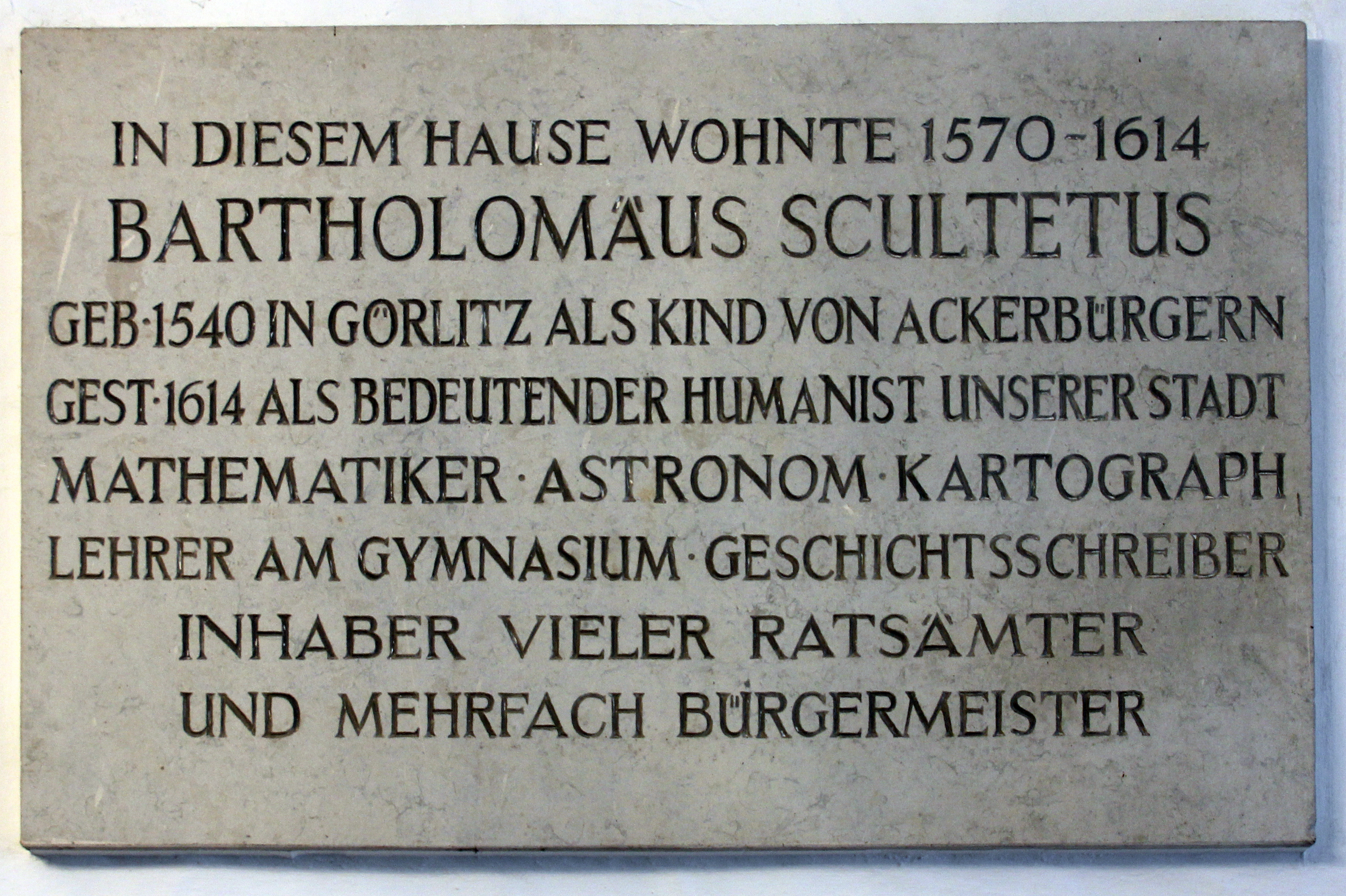
Gedenktafel, Peterstraße 4 in Görlitz

Scultetus stammte aus einer Familie, welche sich über Generationen hinweg in der Landwirtschaft ihren Lebensunterhalt gesichert hatte. Sein Urgroßvater Nicolaus Schulze war als Bauer in dem nahe bei Görlitz gelegenen Ort Leopoldsheim tätig. Dessen Sohn Michael Schulz, Scultetus’ Großvater, erwarb am 19. Mai 1500 das Vorwerk am Rabenberge in Görlitz (im heutigen Zgorzelec). Aus dessen Ehe mit Margarethe Seifert stammt vermutlich der Vater von Scultetus, Martin Scholz (* 1467; † 1. März 1558 in Görlitz). Dieser übernahm als ältester Sohn den Grundbesitz des Vaters und verheiratete sich mit einer Bauerstochter aus Mois bei Görlitz mit dem Namen Ursula Eichler († 1564 in Görlitz). Aus der Ehe gingen mehrere Kinder hervor, darunter die Söhne Zacharias Scultetus (* 1530 in Görlitz; † 21. Februar 1560 ebd.) und Abraham Schulz (* 1537; † 1571 in Görlitz). Im Jahr 1540 wurde ihr jüngster Sohn Mattheus Bartholomäus geboren. In Görlitz begann dieser an der dortigen städtischen Lateinschule seine erste Ausbildung. Gefördert wurde diese Ausbildung durch die Unterweisungen seines Bruders Zacharias, welcher die Görlitzer Ratsapotheke errichtete und von dem die dort 1550 angebrachte Sonnenuhr stammt. Dieser scheint schon frühzeitig Barthels Interesse für Mathematik und Astronomie geweckt zu haben. Vielleicht animierte er ihn auch, seinen Namen zu latinisieren.
Im Alter von siebzehn Jahren immatrikulierte sich Bartholomäus am 1. September 1557 mit dem Namen Bartholomäus Schiltetus an der Universität Wittenberg. Die Wittenberger Hochschule stand zur Zeit seiner Immatrikulation vor allem unter dem Einfluss von Philipp Melanchthon, welcher damals dialektische Logik, Ethik und Geschichte unterrichtete. In Wittenberg wird er sicherlich erst einmal eine Grundausbildung an der philosophischen Fakultät durchlaufen haben. Hierzu bot sich das dortige Pädagogium an, an welchem sich die jungen Studenten einerseits das nötige Wissen zum Studium erwerben konnten, beziehungsweise sich als angehende Lehrer auch das Wissen zur Ausbildung der Jugend erwerben konnten. Jene Einrichtung stand damals unter der Leitung des Matthäus Blöchinger. Daneben wird er die Vorlesungen an der philosophischen Fakultät verfolgt haben. Die Ausbildung in den sieben freien Künsten erfolgte damals durch Caspar Cruciger den Jüngeren, welcher die lateinische Grammatik nach Terenz unterrichtete; Caspar Peucer lehrte Geographie, Astronomie und höhere Mathematik, Sebastian Theodoricus die niedere Mathematik, Petrus Vincentius schulte die Rhetorik, Esrom Rüdinger hielt Vorlesungen zur Physik, Johannes Bugenhagen der Jüngere lehrte die Hebräische Sprache und Veit Winsheim die Griechische Sprache.
Im Wintersemester 1559 wechselte Scultetus an die Universität Leipzig, wo er ein Schüler des Mathematikers Johannes Hommel wurde. Er wird auch hier Vorlesungen an der juristischen und medizinischen Fakultät verfolgt haben. In Leipzig lernte er auch den späteren Mathematikprofessor Valentin Thau und im März 1562 den späteren Astronomen Tycho Brahe kennen. Nach Hommels Tod begab sich Scultetus wieder nach Wittenberg, wo er am 24. Februar 1564 unter dem Dekanat von Bartholomäus Schönborn den akademischen Grad eines Magisters der Philosophie erwarb. Als Magister hatte er das Recht erworben, selbst Vorlesungen abzuhalten. Dies absolvierte er in Wittenberg und später wieder in Leipzig. Da er jedoch keine Anstellung im Hochschulbetrieb finden konnte, begab er sich 1567 wieder nach Görlitz zurück. Am 5. Juni 1570 wurde er als Lehrer für Mathematik und Astronomie des Görlitzer Gymnasiums Augustum angestellt, welche Aufgabe er bis zum 28. September 1584 er versah. Seit 1570 besaß er einen Bierhof in der Petersstraße, den er bis zu seinem Tod mit seiner Familie bewohnte. Als Braubürger gehörte er zur obersten Klasse der Görlitzer Bürger, der alle städtischen Ämter offenstanden.

## Scultetus als Ratsherr und Bürgermeister

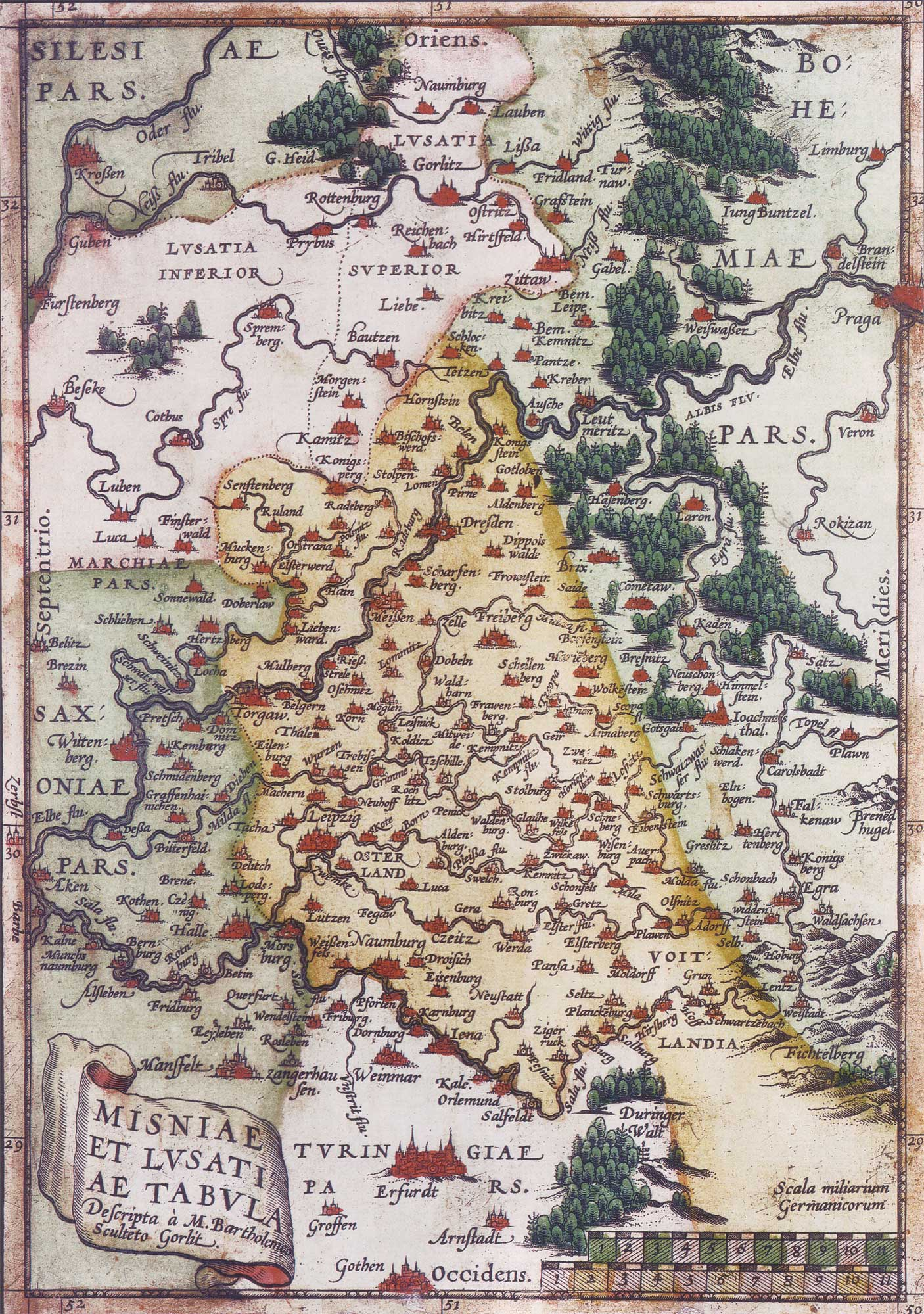
Karte der Mark Meißen und der Lausitz um 1600 von Bartholomäus Scultetus

Scultetus diente seiner Vaterstadt ab 1578, als er Ratsherr wurde, in verschiedenen Funktionen. Als Stadtkämmerer oblagen ihm zahlreiche Aufgaben: Die Abrechnung der städtischen Steuern, die Verwaltung des städtischen Land- und Waldbesitzes, das Almosenwesen und andere mehr. 1589 wurde Scultetus Stadtrichter. In seiner Amtszeit (bis 1593) bearbeitete er rund 3.900 Fälle. Sechsmal in seiner Laufbahn wurde er zum Regierenden Bürgermeister der Stadt gekürt, das erste Mal 1592. Unter seiner Regierung wurde die erste Zählung der Bevölkerung durchgeführt. Vorher waren nur die Haushalte erfasst worden. Als Ratsherr und Bürgermeister wurde Scultetus oft mit der Vertretung seiner Stadt bei den Konventen des Oberlausitzer Sechsstädtebunds und auf dem Oberlausitzer Landtag betraut. Für Görlitz und die übrigen fünf Städte war er auch als Gesandter am kaiserlichen Hof tätig. Ab dem Jahre 1587 legte Scultetus ein Urkundenbuch an, in das er alle wichtigen Privilegien und Rechte seiner Stadt eintrug.
Von Scultetus sind mehrere Geschichtswerke überliefert, so etwa zur Zeitgeschichte und auch eines zur Görlitzer Stadtgeschichte bis 1580 in zwei Bänden. Im Laufe seiner Amtszeit als Stadtrichter und Bürgermeister führte er über viele Jahre Tagebuch. Die Tagebücher, in die er Ereignisse, aber auch persönliche Erfahrungen und Gedanken eintrug, sollten ihm die Amtsführung erleichtern. Sie geben heute ein detailreiches Bild von der Situation in Görlitz an der Wende vom 16. zum 17. Jahrhundert. Da es sich um eine Art inoffizieller Amtstagebücher handelt, erfährt man allerdings wenig über das persönliche Leben von Scultetus außerhalb seiner Amtspflichten.

## Wissenschaftliche Leistungen

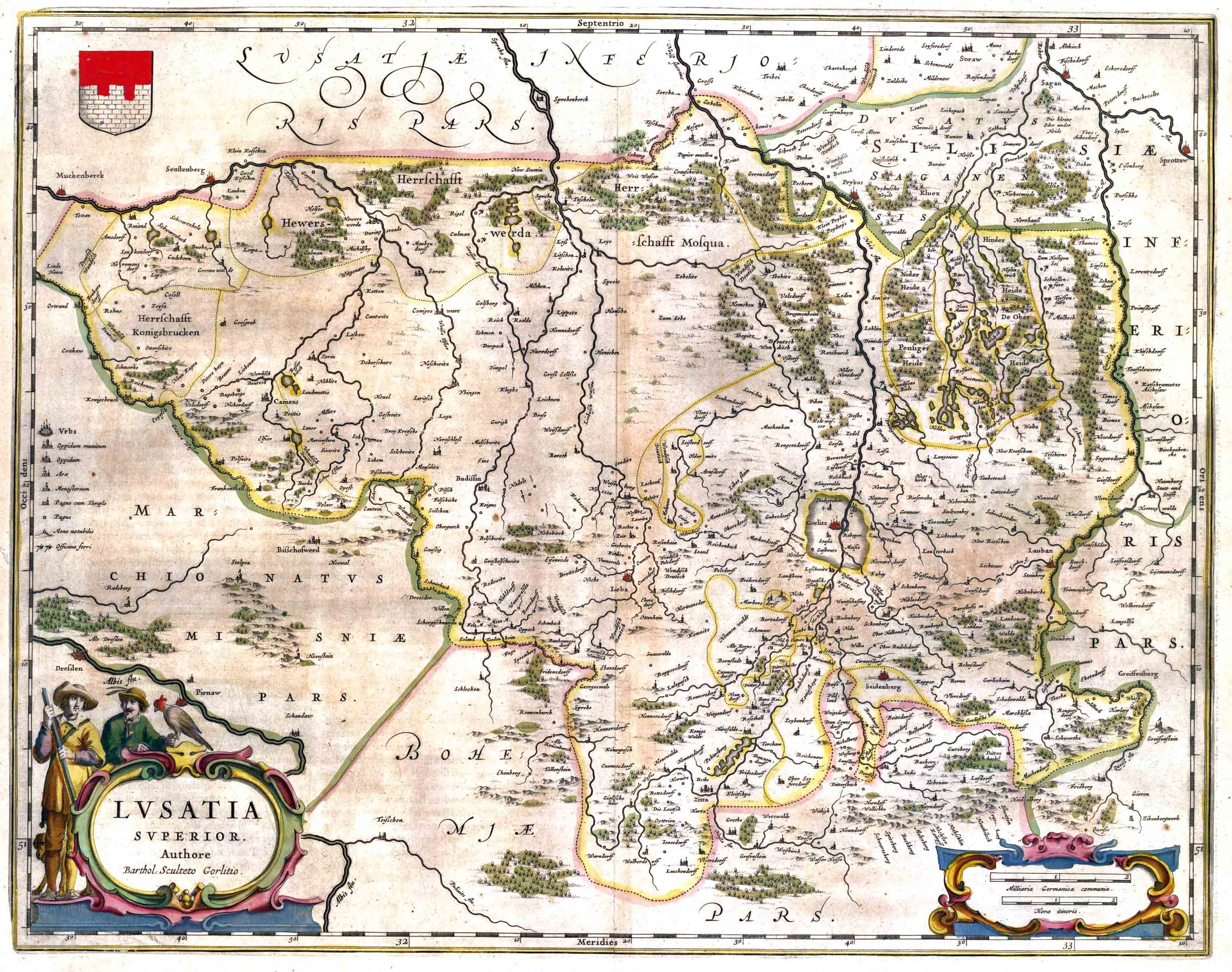
Karte der Oberlausitz, nach einer Vorlage von Bartholomäus Scultetus

Scultetus war einer der wichtigsten Kartographen des mitteldeutschen Raums im 16. Jahrhundert. 1568 fertigte er eine Karte der Mark Meißen an. Axelle Chassagnette bezeichnet diese Karte als – unter mathematischen Aspekten im Vergleich zu anderen Karten – „sehr gut konzipiert“. 1593 schuf er im Auftrag der Stände die erste Landkarte der Oberlausitz. Dazu hatte er zahlreiche Reisen durch das Markgraftum unternommen, um sich selbst ein Bild von den topographischen Gegebenheiten zu machen. Als Erster trug Scultetus in seiner Karte die sorbisch-deutsche Sprachgrenze ein. 1578 erhielt er sogar ein Angebot, für den russischen Zarenhof als Kartograph tätig zu werden.
Seine nachhaltige Bedeutung erzielte Scultetus jedoch als Astronom und Mathematiker. Ihn beschäftigten vor allem Methoden zur exakteren Zeitmessung. Erfolgreich war er auf diesem Gebiet sowohl bei der Einrichtung von Sonnenuhren als auch bei der Einführung des zwölfteiligen Zifferblattes an der Görlitzer Rathausuhr. Scultetus war mit Tycho Brahe, Johannes Kepler und Valentin Thau persönlich bekannt. Die herausragende Leistung des Bartholomäus Scultetus, die in ihrer Wirkung weit über Görlitz hinausging, war sein Beitrag zur Gregorianischen Kalenderreform, für deren Durchsetzung er eintrat. Frühzeitig erkannte der Protestant Scultetus die Richtigkeit der päpstlichen Bestrebungen hinsichtlich der Kalenderreform, und er befürwortete gegenüber böhmischen Landes- und Hofbeamten die Einführung des neuen Kalenders, während viele protestantische Fürsten und Gelehrte dies aufgrund religiöser Vorurteile ablehnten. Es ist nicht zuletzt Scultetus zu verdanken, dass die Kalenderreform auf Befehl Kaiser Rudolfs II. in der Oberlausitz und den übrigen böhmischen Ländern bereits 1583 beziehungsweise 1584 eingeführt wurde.
Bartholomäus Scultetus starb am 21. Juni 1614 als hochgeachteter Mann. Er wurde in der Görlitzer Nikolaikirche begraben. Dort errichtete man ihm ein Epitaph, welches jedoch beim Görlitzer Stadtbrand 1717 verloren ging.

## Familie

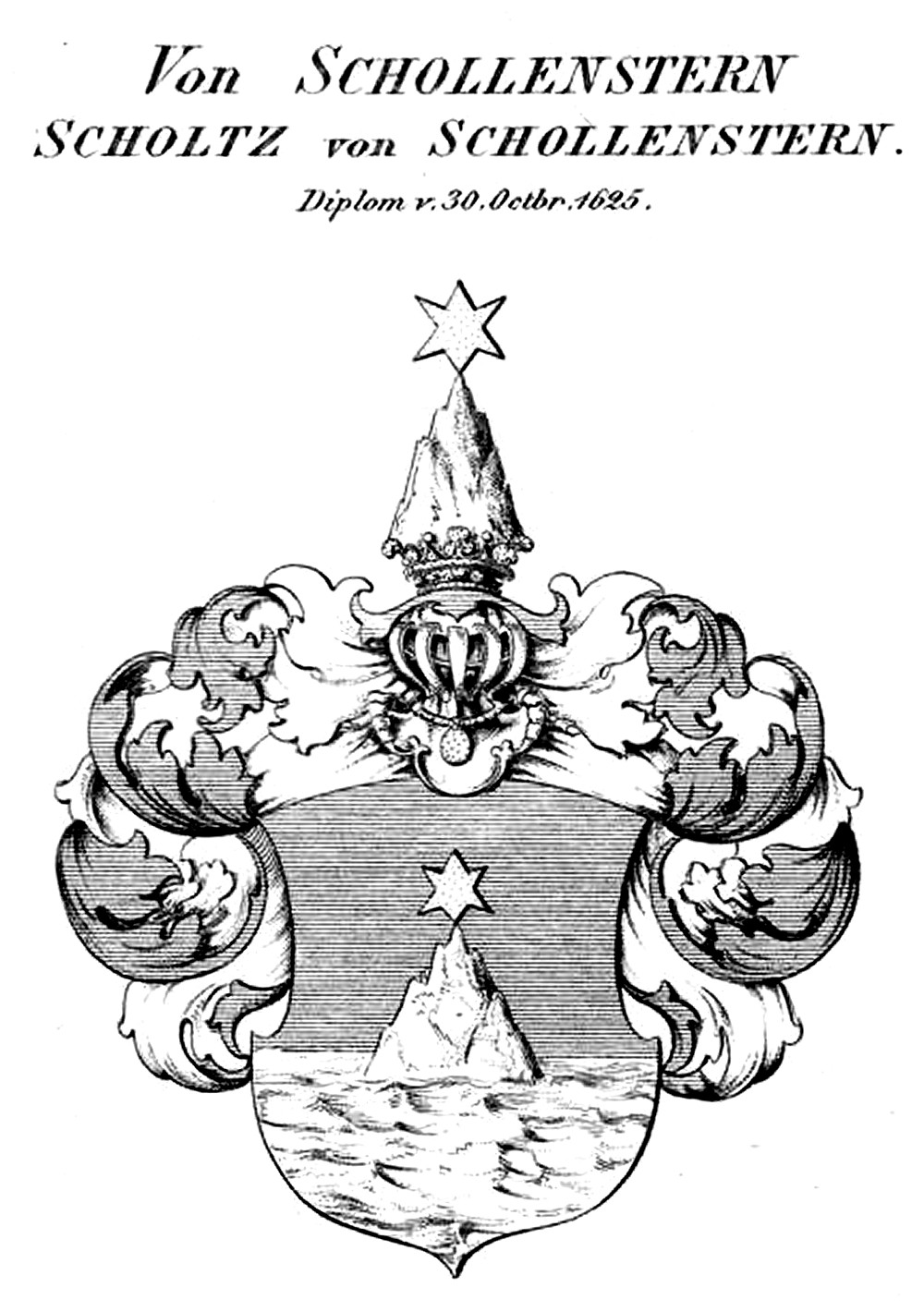
Wappen der 1625 als Scholtz von Schollenstern nobilitierten Kinder

Scultetus war zwei Mal verheiratet. Seine erste Ehe schloss er am 24. April 1570 in Görlitz mit Agnes Winkler (* ± 1526; † 5. August 1572 in Görlitz), die Witwe des Johann Thiele (auch: Hans Tile, Tiele) und Tochter des Buchverlegers Thomas Winkler († 1546). Die kurze Ehe blieb kinderlos. Nach dem Tod seiner ersten Frau ging er am 26. Januar 1573 in Görlitz mit Helena Röber (* 1558 in Görlitz; † 13. Oktober 1623 in Görlitz), der Tochter des Johann (Hans) Röber und Justina N. N., eine zweite Ehe ein. Die überlebenden Kinder der Familie wurden am 30. Oktober 1625 durch Kaiser Ferdinand nobilitiert und führten fortan den Namen Scholz von Schollenstern. Von den Kindern kennt man:
1. Michael Honorius Scholz (* 28. September 1574 in Görlitz; † vor 30. Oktober 1625),
2. Helena Scholz von Schollenstern (* 29. April 1577 in Görlitz; † 5. Mai 1654 in Görlitz), verheiratet I. 1596 Magister Joachim Tunkel († 1613), verheiratet II. 1622 mit dem Notar in Bautzen Michael Keller
3. Emanuel Friedrich Scholz von Schollenstern (* 6. März 1580 in Görlitz; † 1642), Ratsherr Görlitz, verheiratet 15. Juni 1598 mit Dorothea Rösler
4. Sabina Scholz von Schollenstern (* 28. Januar 1584 in Görlitz; † 22. Dezember 1632) verheiratet I. 1601 mit dem Kaufmann Martin Firle (auch: Merten Vierle, Vierlein; † 1630), verheiratet II. 16. Februar 1632 mit dem damaligen Kandidaten theologiae, dann Pfarrer in Hermsdorf und späteren Pfarrer in Görlitz Gotthard Helwig (auch: Hellwig; * 16. Februar 1601 in Görlitz; † 19. April 1662 ebendort)
5. Nathanael Scholz von Schollenstern (* 2. August 1589 in Görlitz; † 9. Mai 1634 in Görlitz) verheiratet I. 1615 mit Martha Berger († 26. November 1616 in Görlitz), verheiratet II. 14. Mai 1618 mit Anna Schnitter (verwitwete Arnolds), verheiratet III. am 16. Dezember 1622 mit Elisabeth Conrad (Cunradin) († 1642). Aus III: 3 Töchter und Einen Sohn, Christian Friedrich Scholz v. Schollenstern (* 12. August 1632; † am 15. März 1674 in Görlitz.) Kinder: Siehe Boetticher:1913 unter «Literatur».
6. Rosina Scholz von Schollenstern (* 1595 in Görlitz; † 23. April 1644 in Görlitz) verheiratet 26. März 1614 mit dem Bürgermeister Valentin Giesig (auch: Gösing, Gösich; † 22. Oktober 1650 in Görlitz)

## Werke (Auswahl)
- Prognosticon, auff die Lehr vnd vnterricht des Hochberümbten Astronomi Cl. Ptolemaei Alexandrini, gestellet, vber die Reuolution der Welt, im Jahr Christi M.D.LXXI.: Darinnen ordentlich begriffen die Summa der Firmamentischen Influentz, der ober Gestirn natürliche .... Görlitz 1570 (Digitalisat).
- Calendarium Ecclesiasticum & Horoscopvm Perpetvvm. Ein ewigwerender Calender, Erstlich mit den vnbeweglichen Festtagen der allgemeinen Catholischen Kirchen, … Darnach besonder auff alle Jahr nach Christi Geburt der Sonnen Zirckel, … Alles zu nutz vnd gebrauch gemeiner Christenheit, wehrend von Anfang der Geburt Christi biss zum Ende der Welt / Geordnet vnd beschrieben, Durch M. Bartolemaeum Scultetum Gorlicium. Görlitz 1571 (Digitalisat).
- Prognosticon meterorographicum perpetuum. Ein ewigwerend Prognosticon von aller Witterung in der Lufft und den Wercken der andern Element. Görlitz 1572 (Digitalisat), Görlitz 1588 (Digitalisat).
- Gnomonice de solariis, sive doctrina practica tertiae partis astronomiae, Von allerley Solarien, das ist, himmlischen Circuln und Uhren, … jetzundt auffs new zugericht u. perficirt. Görlitz, 1572 (Digitalisat).
- Computus Ecclesiasticus, In Calendarium Perpetuum Omnium Huius Mundi Annorum Christi Directus Et Extructus: Mit zugesetzter anleitung un[d] klaren unterweisung den Computum Ecclesiasticum ... zu verstehen und jetziger zeit nützlich anzuwenden : Jetz und erst new zugericht und in eine leichtverstendige Ordnung gebracht .... Görlitz, 1574 (Digitalisat).
- Misniae Et Lusatiae Tabula. [1575] (Landkarte), Köln 1595 (Digitalisat).
- Des grossen und wunderbaren Cometen, so … im 1577. Jahr, von dem 10. tag Novembris, durch den gantzen Decembrem, biß in den 13. Ianuarrij des folgenden Jahrs, … Astronomische und natürliche Beschreibung, von seiner sonderlichen Bedeutung und gewaltigen Wirckung. Görlitz 1578 (Digitalisat).
- Lusatia Superior [1593] (Landkarte)
- Allmanach und SchreibKalender auffs Jahr nach der Geburth Christi. M. D. LXXX.IIII. Görlitz, 1583 (Digitalisat).
- Handschriftliche Anmerkungen von Bartholomäus Scultetus in Elementa Arithmetices, Digitalisat
- Diarium humanitatis Domini nostri Jesu Christi in terris … Von der heiligen Empfengnis, Geburt, Leben, … Jesu Christi. Frankfurt/Oder 1600 (Evangelienharmonie, Digitalisat).
- Tabula de pestilitate. Görlitz (A. Fritsch) 1578; 2. Aufl. ebenda 1586.[6]
- Prognosticon Vber das Jahr nach Christi Geburth 1591. Görlitz 1590 (Digitalisat).
- New und Alter Römischer Allmanach und Schreib Kalender auffs Jahr Chri. MDCV: Gericht auff d. New Corrigirte und Alte Rechnung .... Prag 1605 (Digitalisat).
- De origine et curatione pestis.